# Khalid Alterch
Khalid Alterch (Rotterdam, 1990), ook bekend onder zijn artiestennaam ICE, is een Nederlands rapper, acteur en presentator, van Marokkaanse afkomst.
Alterch groeide op in Rotterdam-West. Hij is bekend van zijn rapmuziek onder het pseudoniem ICE. Deze naam ontleende hij aan de Italiaanse ijskar van zijn vader. 
In maart 2020 maakte Alterch zijn acteerdebuut in de Videoland-serie Mocro Maffia, waarin hij de rol van Tonnano vertolkte. Deze rol betekende zijn betekende zijn doorbraak als acteur. Hij vertolkte deze rol tot het laatste seizoen in november 2024. Daarnaast was hij tevens te zien in de spin-off films Mocro Maffia: Meltem, Mocro Maffia: Tatta en Mocro Maffia: Taxi. Nadat de serie was afgelopen werd bekend dat Alterch de hoofdrol ging vertolken in de spin-off/vervolg serie Tonnano.
In 2023 maakte hij voor BNNVARA de documentaire Superleeuwen: Het Marokkaanse voetbalsprookje.
In 2024 deed Alterch mee aan het televisieprogramma De slimste mens. In 2025 deed hij mee aan het Prime Video-programma Know where to hide: wie niet weg is….

## Filmografie

### Film
- 2021: Mocro Maffia: Meltem, als Tonnano
- 2023: Mocro Maffia: Tatta, als Tonnano
- 2024: Mocro Maffia: Taxi, als Tonnano

### Televisie

#### Als acteur
- 2020-2024: Mocro Maffia, als Tonnano

#### Overig
- 2023: Superleeuwen: Het Marokkaanse voetbalsprookje, documentaire
- 2024: De slimste mens, deelnemer
- 2025: Know where to hide: wie niet weg is…, deelnemer